# Iosif Jucho
Iosif (Jazep) Alaksandrawicz Jucho (biał. Іосіф (Язэп) Аляксандравіч Юхо; ros. Иосиф Александрович Юхо, Iosif Aleksandrowicz Jucho; ur. 19 marca 1921 w Pińsku lub w Mińsku, zm. 29 lipca 2004) – białoruski historyk prawa, doktor nauk prawniczych (odpowiednik polskiego stopnia doktora habilitowanego), profesor.

## Życiorys
Urodził się 19 marca 1921 roku w Pińsku, w województwie poleskim II Rzeczypospolitej (według innego źródła w Mińsku, w Sowieckiej Socjalistycznej Republice Białorusi, ZSRR). W latach 1939–1946 służył w szeregach Armii Czerwonej, brał udział w walkach na froncie wschodnim II wojny światowej. W 1949 roku ukończył Miński Instytut Prawa. W latach 1949–1951 był sędzią ludowym rejonu woroszyłowskiego Mińska. W latach 1952–1956 pracował w Instytucie Filozofii i Prawa Akademii Nauk Białoruskiej SRR. W latach 1961–1964 pełnił funkcję zastępcy przewodniczącego Komisji Prawa przy Radzie Ministrów Białoruskiej SRR. W latach 1956–1960 i od 1964 roku pracował na Białoruskim Uniwersytecie Państwowym (BUP) jako docent, kierownik katedry, zastępca dziekana Wydziału Prawa, profesor Katedry Teorii i Historii Państwa i Prawa. W 1982 roku uzyskał stopień doktora nauk prawniczych (odpowiednik polskiego stopnia doktora habilitowanego), a w 1983 roku – tytuł profesora. Zmarł 29 lipca 2004 roku.
W swojej pracy naukowej zajmuje się badaniem historii państwa i prawa Białorusi. Był założycielem szkoły naukowej specjalizującej się w tej tematyce na BUP. Dowodził, że Statuty Wielkiego Księstwa Litewskiego były pierwszymi w Europie doskonałymi kodeksami praw. Rozpoczął badania nad poglądami państwowo-prawnymi Franciszka Skaryny i przedstawił ideę o jego udziale w składaniu i redagowaniu Statutu Wielkiego Księstwa Litewskiego z 1529 roku. Twierdził, że Rzeczpospolita Obojga Narodów stanowiła konfederację dwóch samodzielnych i niepodległych państw: Polski i Wielkiego Księstwa Litewskiego. Rozpoczął na Białorusi badania nad życiem i działalnością Tadeusza Kościuszki. Wchodził w polemikę z wnioskami polskich historyków dotyczącymi unii w Krewie i unii lubelskiej. Prowadził badania nad pochodzeniem imion nadawanych na ziemiach, które obecnie wchodzą w skład Białorusi, na przestrzeni dziejów.

## Prace
- Prawowoje położenije nasielenija Biełorusii w XVI w. Mińsk: 1978. (ros.). Brak numerów stron w książce;
- (we współautorstwie, m.in. z Taisiją Dounar): Statut Wialikaha Kniastwa Litouskaha 1588: Teksty. Dawiednik. Kamientaryi. 1989. (biał.). Brak numerów stron w książce;
- Za wolnasć naszu i waszu: Tadewusz Kasciuszka. Mińsk: 1990. (biał.). Brak numerów stron w książce;
- Krynicy biełaruska-litouskaha prawa. Mińsk: 1991. (biał.). Brak numerów stron w książce;
- Karotki narys historyi dziarżawy i prawa Biełarusi. Mińsk: 1992. (biał.). Brak numerów stron w książce;
- (z U. P. Jemialjanczykiem): „Naradziusia ja lićwinam…”: Tadewusz Kasciuszka. Mińsk: 1994. (biał.). Brak numerów stron w książce;
- Histaryjahrafija historyi dziarżawy i prawa fieadalnaj Biełarusi. Mińsk: 1999. (biał.). Brak numerów stron w książce;
- (z W. A. Krutalewiczem): Historyja dziarżawy i prawa Biełarusi (1917–1945 hh.). Wyd. 2. Mińsk: 2000. (biał.). Brak numerów stron w książce;
- Historyja dziarżawy i prawa Biełarusi. Cz. 1. Mińsk: 2000. (biał.). Brak numerów stron w książce;
- (z S. F. Sokałem): Istorija judiriczeskoj nauki Biełarusi. Mińsk: 2000. (biał.). Brak numerów stron w książce;
- (z Ryhorem Wasilewiczem i Taisiją Dounar): Historyja kanstytucyjnaha prawa Biełarusi. Mińsk: 2001. (biał.). Brak numerów stron w książce;
- (z A. F. Wisznieuskim): Historyja dziarżawy i prawa Biełarusi u dakumientach i materyjałach. Wyd. 2. Mińsk: 2003. (biał.). Brak numerów stron w książce.